# Museo d'arte contemporanea della Sicilia
RISO - Museo regionale d'arte moderna e contemporanea di Palermo è un'istituzione museale ospitata nell'omonimo palazzo settecentesco, nello storico corso Vittorio Emanuele.

## Il palazzo
Palazzo Belmonte Riso fu progettato da Giuseppe Venanzio Marvuglia nel 1784 in chiaro stile neoclassico.
Il primo proprietario fu il principe di Belmonte Giuseppe Emanuele Ventimiglia e solamente nel XIX secolo passò alla famiglia Riso.
Lo stemma in marmo della famiglia, che si può ammirare sopra l'entrata principale, fu realizzato da Ignazio Marabitti, così come le sculture in stile neoclassico del balcone centrale.
Durante la seconda guerra mondiale una bomba colpì il palazzo facendone crollare una parte e dopo anni di abbandono fu recuperato.

## Il museo
Nel corso del 2008 sono stati avviati i lavori di allestimento museale e quelli per la realizzazione dei servizi aggiuntivi (caffetteria e libreria). A seguito della ristrutturazione, che in futuro prevede la realizzazione di ulteriori ampliamenti (consistenti nella ricostruzione dei corpi di fabbrica andati distrutti durante la seconda guerra mondiale), il museo di arte contemporanea della Sicilia è diventato così uno degli spazi espositivi più importanti della regione.
Alla sua apertura il museo si è dotato di una struttura per la promozione dell'arte contemporanea siciliana: il SACS (Sportello per l'Arte Contemporanea della Sicilia) è costituito da un archivio i cui materiali sono disponibili on-line e consultabili in forma cartacea presso la sede del museo.
Nel 2010 all'interno del museo è stata istituita la Galleria SACS.
Il museo dispone inoltre di un settore didattico,.

## Patrimonio museale
La collezione permanente del museo comprende opere di artisti contemporanei tra cui: 
Andrea Di Marco,
Alessandro Bazan,
Giovanni Anselmo,
Emilio Isgrò,
Domenico Mangano,
Antonio Sanfilippo,
Carla Accardi,
Christian Boltanski,
Croce Taravella,
Francesco De Grandi,
Francesco Maria Romano,
Francesco Simeti,
Fulvio Di Piazza,
Giulia Piscitelli,
Laboratorio Saccardi,
Luca Vitone,
Paola Pivi,
Pietro Consagra,
Richard Long,
Sebastiano Mortellaro,
Stefania Artusi,
Stefano Cumia,
Salvo,
Sergio Zavattieri.